# Blohm & Voss BV 40
Die Blohm & Voss BV 40 war ein Gleitflugzeug der deutschen Wehrmacht, das gegen Ende des Zweiten Weltkriegs zur Bekämpfung der alliierten Bomberströme über Deutschland entwickelt wurde.

## Entwicklung
Das Segelflugzeug war klein, stark gepanzert und mit zwei 30-mm-Kanonen ausgerüstet; das Fahrwerk wurde nach dem Start abgeworfen und gelandet wurde auf einer Kufe. Es war sehr simpel aufgebaut, da möglichst wenige kriegswichtige Werkstoffe verbraucht werden sollten. Der Zusammenbau war auch angelernten Arbeitern in kurzer Zeit möglich. Zum Einsatz sollte es (paarweise) von einer Messerschmitt Bf 109 geschleppt werden; oberhalb des Bomberpulks sollte es ausgeklinkt werden und im Bahnneigungsflug angreifen. Die Erfahrung hatte gezeigt, dass zum Beispiel der große Sternmotor der Focke-Wulf Fw 190 ein gutes Ziel für die Bordschützen der B-17 und B-24 bot. Ohne einen Motor konnte die Frontfläche so klein gehalten werden, dass sich ein Kampfgleiter im Sturzflug unbemerkt so weit würde nähern können, bis er selbst das Feuer eröffnen könnte. Man hatte sogar die Idee, die BV 40 einen zweiten Anflug durchführen zu lassen, und dabei einen Sprengkörper an einem Seil herabzulassen – diese Idee gab man aber schnell auf. Für die Einrichtung des Sprengkörpers hätte eine der beiden 30-mm-Kanonen entfallen müssen.
Die Kampfpiloten sollten nur eine Segelflugausbildung erhalten. Anfang Mai 1944 flog das Muster auch tatsächlich; trotzdem wurde das ganze Projekt im August des gleichen Jahres eingestellt. Insgesamt entstanden sechs Prototypen, von denen die BV 40 V3 (PN+UC) aber lediglich als Bruchzelle diente. Acht weitere als Vorserie angedachte Exemplare befanden sich im Bau, wurden aber nicht vollendet. Der Bau von nochmals sechs BV 40 wurde bis März 1945 vorgesehen, aber nicht mehr in Angriff genommen. Sämtliche Flugzeuge wurden im Oktober 1944 bei einem Bombenangriff auf das Blohm & Voss-Werk Wenzendorf zerstört.

## Technische Daten
| Kenngröße               | Daten                                                                                     |
| ----------------------- | ----------------------------------------------------------------------------------------- |
| Besatzung               | 1                                                                                         |
| Länge                   | 5,70 m                                                                                    |
| Spannweite              | 7,90 m                                                                                    |
| Höhe                    | 1,63 m                                                                                    |
| Flügeltiefe             | 1,10 m                                                                                    |
| Flügelfläche            | 8,70 m²                                                                                   |
| Flügelstreckung         | 7,2                                                                                       |
| Flächenbelastung        | 110 kg/m²                                                                                 |
| Leermasse               | 836,5 kg                                                                                  |
| max. Startmasse         | 950 kg                                                                                    |
| Höchstgeschwindigkeit   | 900 km/h im Sinkflug über 5000 m 700 km/h in Bodennähe 555 km/h im Schlepp in 6000 m Höhe |
| Angriffsgeschwindigkeit | 475 km/h                                                                                  |
| Landegeschwindigkeit    | 120 km/h bei 80° Klappenstellung                                                          |
| Beste Gleitzahl         | 14,7 bei 220 km/h                                                                         |
| Bewaffnung              | zwei 30-mm-Kanonen MK 108, je 35 Schuss                                                   |